# 2000 AD
2000 AD è una rivista settimanale antologico di fumetti di fantascienza britannica fondata nel 1977 dai fumettisti John Wagner, Pat Mills e Kelvin Gosnell; fu pubblicata per la prima volta da IPC Magazines che poi la spostò alla sua filiale di fumetti di Fleetway che venne venduta a Robert Maxwell nel 1987 e poi alla Egmont nel 1991. Fleetway ha continuato a produrre il titolo fino al 2000, quando è stato acquistato da Rebellion Developments.
Divenne nota per le storie del Giudice Dredd (Judge Dredd) e per altre serie come Rogue Trooper, Strontium Dog e gli ABC Warriors oltre che per aver pubblicato autori che divennero famosi come Alan Moore, Neil Gaiman, Grant Morrison, Brian Bolland e Mike McMahon.